# 光世紀世界
光世紀世界（こうせいきせかい）とは、「ソル太陽系」（地球がその周りを廻っている太陽を中心とする、太陽系）を中心とする半径50光年（直径100光年 = 1光世紀）の宇宙空間である。用語としては、石原藤夫が、ハードSFの舞台などといった考察などのため提案したものである。
そもそもの石原の問題意識は、従前のSFがしばしば「地球から見てわかりやすい明るい星」をテーマにし易かった、という点にあった。確かに、ケンタウルス座アルファ星やシリウスなど、近いゆえに明るいという恒星はいくつかある。しかし一方で、宇宙的規模でものすごく明るいために、地球からはかなり遠いにもかかわらず有名な星も多く、例えばデネブなどは一千光年を超えた彼方にある。一方、太陽程度の（ありふれた）主系列星すなわち矮星は、その暗さによって近くに在っても、あまり知られなかった。いわゆるワープ等を常套手段とするスペースオペラであれば銀河を股にかけた活劇もその味といった所であるが、（狭義の）ハードSFであれば、地球からの距離はまず第一に考えたい所であり、しかしそういった目的で編まれた恒星カタログなどは無く、そこで全く新たな観点からカタログ等が作られることとなった。ハードSF作家であると同時にビブリオグラファーである石原の面目躍如と言え、ブルーバックスの「銀河旅行４部作」といった仕事とも地続きにある。
1978年 - 1979年に『S-Fマガジン』に太陽を中心とする半径30光年以内に実在する（当時発見されていた）すべての恒星を収録した星表・星図とそれらの解説を連載し、1984年には収録範囲を半径50光年にまで拡大した資料集『光世紀の世界』を私家版であるが刊行した。また。他に、1980年 - 1981年には小説『光世紀パトロール』を上梓している。
『光世紀の世界』は1985年の日本SF大会で星雲賞ノンフィクション部門を受賞した。それ自体は私家版ということもあり稀覯本となっているが、一部の抜粋といった内容になっている商業出版物が2冊存在している（3分冊となる予定だったが、3冊目の刊行は未定）。コンピュータ処理用にデータ版のフロッピーディスクが以前は頒布されていたこともあった。小説『光世紀パトロール』はハードカバー版と文庫版が徳間書店より出版されている。

## 概要
ここでは、敢えて極端に客観的に描写する。
《光世紀世界》は銀河系のオリオン腕にあり、銀河系中心から約3万光年離れている。惑星状星雲や球状星団などは存在しない。太陽から140光年ほど離れたところにヒアデス星団（散開星団）があり、《光世紀世界》内の恒星の一部も固有運動からこの星団の影響下にあると推定される。
人類が知っていた限りでは、1980年代初頭の時点で判っていただけで738個の恒星が存在し、LCC番号（Light Century Catalogue No. 詳細は光世紀星表参照）が付けられている（これ以外にも未発見の暗い星が最少でも約700個、最大で2千個以上存在すると予想されていた）。恒星の約3分の1は連星系をなしており、ほとんどは主系列星や赤色矮星で、白色矮星や巨星は少数あるが赤色超巨星はなく、中性子星やブラックホールなども発見されていない。いくつかの恒星には惑星が存在することが判明している。知的生物が存在し、文明を築いている惑星系は今のところ一つしか確認されていない。

### 宙域 / 星域
《光世紀世界》は16の宙域、60の星域に分けられている。
第1宙域（第1星域 - 第5星域）は太陽を中心とする半径15光年の球体である。第2宙域 - 第4宙域は太陽からの距離が15光年 - 30光年の球殻で、銀緯+20度 - -20度が第2宙域（第6星域 - 第11星域）、+20度以北が第3宙域（第12星域 - 第19星域）、-20度以南が第4宙域（第20星域 - 第24星域）である。
第1星域 - 第24星域は比較的近くにある数個の恒星を恣意的にまとめる形で設定され、星域内の恒星を繋ぐ線（一本線かループ状の線、まれに枝分かれした線）が引かれている。例えば第1星域はケンタウルス座アルファ星（トリマン／プロキシマ、LCC 0020A / 0030B / 0010）- 太陽 (LCC 0000) - バーナード星 (LCC 0040) - ロス154（いて座V1216星、LCC 0110）- ウォルフ1061 (LCC 0340) からなる。第1星域 - 第3星域、第6星域 - 第11星域、第13星域 - 第19星域、第20星域 - 第24星域はそれぞれ銀河北方向から見て反時計周りに並んでおり、第4星域・第12星域は太陽から見て北に、第5星域は南にある。
第5宙域 - 第16宙域は太陽からの距離が30光年 - 50光年の球殻で、以下のように区切られている。
| 銀緯＼銀経    | 0度 - 90度                       | 90度 - ±180度                    | ±180度 - -90度                   | -90度 - 0度                      |
| +20度 - -20度 | 第5宙域 （第25星域 - 第27星域）  | 第6宙域 （第28星域 - 第30星域）  | 第7宙域 （第31星域 - 第33星域）  | 第8宙域 （第34星域 - 第36星域）  |
| +20度以北     | 第9宙域 （第37星域 - 第39星域）  | 第10宙域 （第40星域 - 第42星域） | 第11宙域 （第43星域 - 第45星域） | 第12宙域 （第46星域 - 第48星域） |
| -20度以南     | 第13宙域 （第49星域 - 第51星域） | 第14宙域 （第52星域 - 第54星域） | 第15宙域 （第55星域 - 第57星域） | 第16宙域 （第58星域 - 第60星域） |

第25星域 - 第60星域は宙域を銀経で3等分したものである。

## 光世紀星表
光世紀星表は、以下の14枚の表と6枚の付表からなる。
1. 総合星表
年周視差0.065秒以上（太陽から約50.2光年以内）のすべての恒星について、太陽に近い順に4桁の数字が振られて掲載されている（その後の測定技術の進歩により、距離や順序が変わってしまった星も多い）。収録された738個の星のLCC番号はすべて1の位が0とされた（0000 - 7370)。フロッピー版や『《光世紀世界》への招待』の補遺では77個の星が追加され、7380と7390を除く75個は1の位を0以外の数字にして既存の星の間に割り込ませる形となっている。
2. 最輝星の表
太陽より絶対実視等級が大きい星（太陽も含む）88個を掲載。
3. 微光星の表
絶対実視等級14.5等以下の星39個を掲載。
4. 相対空間速度の大なる星の表
1万年あたり3光年以上動く星48個を掲載。
5. 太陽系にもっとも近づく年代とその時の座標
相対空間速度が判明していた星のうち、過去または未来のある時点で15光年以内に接近するもの96個を掲載。
6. 力学的運動から惑星をもつと推定されている星
太陽を含む10個を掲載。当時そう推定されていたという事であり、実際に惑星が見つかった星とは一致しないものが多い。
7. 太陽に似た星の表
太陽を含む196個を掲載。
8. 3重連星以上の多重連星の表
29組を掲載（非実視連星を含めて3重連星となるものもある）。
9. 固有運動を共有する星系の表
間隔が大きすぎて公転運動を直接確認できず、固有運動から連星と推定される星（トリマン／プロキシマなど）23組を掲載。なおこのうち3組は固有運動を共有する相手が《光世紀世界》の外にある。
10. 白色矮星の表
30個を掲載。
11. 閃光星の表
26個を掲載。
12. アルファベット順の星名一覧表
ニックネーム（歴史的な固有名や、その星を発見ないし研究した人物に因んだ名称）のある星、星座名を冠した名称がある星（ニックネームがあるものも含む）、カタログ番号のみの星に分けてアルファベット順に掲載。
13. 50音順の星名一覧表
ニックネームのある星、星座名を冠した名称がある星、およびカタログ自体の名前を50音順に掲載。ニックネームの意味についても記載。
14. 宙域および星域順の表

- a 「光世紀星表1」の各コラムの説明
- b 「光世紀星表・星図」の星名に用いられている各種著名カタログの略号とその説明
- c 「光世紀星表・星図」の星名に用いられるギリシア文字のローマ字表記
- d スペクトル型記号の説明
- e 「光世紀星表1」のコラム20.などで用いられている伴星等にかんする記号の説明
- f 「光世紀星表・星図」の作成に使用したプログラム
BASICで記述されている。

『《光世紀世界》への招待』には表1の一部と表2,3および付表a,dが、『《光世紀世界》の歩き方』には表4および表12,13の一部と付表b,cが掲載されている。
総合星表には以下のデータが記載されている（『《光世紀世界》への招待』では0000 - 0600のみ全項目を、それ以降と補遺については最初の13項目のみ掲載している）。位置は1950年分点の値。
1. 光世紀カタログ（星表）番号
2. 連星表示
主星はA、伴星にはB・C…が付されている。
3. 代表的名称
複数の名前を持つ星については、以下の優先順位で名称を採用している。現在もっとも一般的に使われている名称とは異なる場合がある。
  1. ニックネーム
  2. 星座を冠した記号・番号
    1. バイエル符号
    2. フラムスティード番号
    3. 変光星用記号

  3. 歴史的固有運動星表の番号
  4. その他の著名星表の番号
4. 宙域 / 星域
5. 特殊星表示
f：閃光星、p：惑星をもつと推定されている星、s：太陽に似た星、w：白色矮星
6. 赤道天球座標（赤経 / 赤緯）
7. 視差
8. 太陽系からの距離
9. 銀河天球座標（銀経 / 銀緯）
10. 銀河デカルト（直交）座標
太陽を原点にしたXYZ座標系（X軸は銀河中心方向、Y軸は銀河回転方向、Z軸は銀河北方向をそれぞれ正とする）。
11. スペクトル型
12. 絶対実視等級
13. （みかけの）実視等級
14. 質量の太陽との比（近似計算値）
15. 直径の太陽との比（近似計算値）
16. デカルト座標表示での太陽系に対する相対空間速度
17. 最短距離に近付いた時のデータ（時代 / デカルト座標 / 距離）
相対速度が不明な星は現在位置のままと仮定。
18. 全エネルギーが地球と同一（公転周期 / 軌道半径 / 可視光密度）
恒星から受ける全エネルギーが地球と同一となる位置に惑星があった場合のデータ
19. 可視光エネルギーが地球と同一（公転周期 / 軌道半径）
20. 注記
cp：非実視伴星を持つ星、cp(*)：惑星をもつと推定されている星、cp?：支持する人の少ない非実視伴星を持つ星、cpm：固有運動から連星と推定される星、P：公転周期（年）、a：軌道長半径（秒角）、など
21. 固有名
ニックネームおよび星座名を冠した記号・番号のアルファベット表記。それらのない星は空欄（以下の項目も、その星表に掲載されていない星は空欄）。
22. R
グリニッジ天文台25パーセク星表
23. GL
グリーゼ近傍恒星カタログ
24. YALE
イェール大学一般三角視差星表 (GCTP)
25. DM
掃天星表
26. HD
ヘンリー・ドレイパー星表
27. BS
輝星星表
28. GC
ジェネラル・カタログ
29. G
ギクラス（ローウェル天文台）星表
30. CC
シンシナティ天文台星表
31. L
ルイテン固有運動星表
32. LFT
ルイテン0.5秒星表
33. LTT
ルイテン0.2秒星表
34. WOLF
ウォルフ固有運動星表
35. ROSS
ロス固有運動星表
36. その他のカタログ
BPM：ルイテン（ブルース）固有運動星表、CASE：ケース星表、EG：エッゲン・グリーンスタイン白色矮星カタログ、GRB：グルームブリッジ周極星カタログ、KAMP：ファンデカンプ近傍恒星カタログ、KRUGER：クリューゲル星表、LALANDE：ラランド（ベイリー）星表、LOWNE：ロウネ星表、LP：ルイテン（パロマー天文台）固有運動星表、NFS：アメリカ海軍天文台微恒星三角視差星表、STN：スタイン星表、STRUVE：シュトルーフェ連星カタログ（Σ）、VYSS：ヴィソツキー赤色矮星カタログ、など

### 惑星がある恒星
- 太陽（第1宙域：第1星域：LCC 0000）
- ラランド21185（おおぐま座、第1宙域：第4星域：LCC 0060）
- エリダヌス座イプシロン星（第1宙域：第5星域：LCC 0140）
- グリーゼ876（みずがめ座IL星、ロス780、第4宙域：第20星域：LCC 0460）
- グリーゼ581（てんびん座HO星、ウォルフ562、第3宙域：第14星域：LCC 1050）
- かに座55番星A（かに座ρ1星A、第11宙域：第43星域：LCC 5400A）
- おおぐま座47番星（第10宙域：第42星域：LCC 5460）
- ペガスス座51番星（ペガサス座51番星、第14宙域：第52星域：LCC 5700）
- フォーマルハウト（みなみのうお座α星，第4宙域：第20星域：LCC 1090）

など

### その他の有名な恒星
- シリウス（おおいぬ座α星、第1宙域：第3星域：LCC 0070A / 0080B）
- プロキオン（こいぬ座α星、第1宙域：第3星域：LCC 0190A / 0200B）
- アルタイル（わし座α星、第2宙域：第6星域：LCC 0530）
- ベガ（こと座α星、第2宙域：第6星域：LCC 1580）
- ポルックス（ふたご座β星、第11宙域：第43星域：LCC 3070）
- アルクトゥルス（うしかい座α星、第12宙域：第46星域：LCC 4980）
- カペラ（ぎょしゃ座α星、第6宙域：第30星域：LCC 5130A / 5140B）
- カストル（ふたご座α星、第11宙域：第43星域：LCC 6330A / 6340B / 6350C）

## 光世紀星図

半径15光年の一葉立体視図（21世紀初頭に描かれたもので、『光世紀の世界』作成当時は発見されていなかった星も載っている）

光世紀星図は9種類66枚の図からなる（2枚1組で1枚として扱っているものもある）。
通常の星図は太陽系から天球を眺める形となっているが、光世紀星図ではその方式を採っているのは一部だけで、残りは《光世紀世界》の外側からの俯瞰で描かれている。恒星を表す丸は視点に近い物ほど大きく、また一部の図以外では連星や変光星などを表す符号も付いている。
基本は宙域単位だが、半径30光年以内については星域単位の星図もある。
1. 全域俯瞰図：3枚
3軸方向から眺めた図が各1枚。
2. 30光年以内の部分俯瞰図：3枚
第1宙域・第2宙域は合わせて1枚、第3宙域・第4宙域はそれぞれ単独で1枚。
3. 30 - 50光年の部分俯瞰図：12枚
第5宙域 - 第16宙域の各1枚。
4. 星域別立体図：24枚
第1星域 - 第24星域について、それぞれ銀河北方と銀河周縁方向から俯瞰した投影図のセット（第1星域以外の図にも位置基準として太陽が記載されている）。
5. 各種立体視図：6枚
  - 一葉立体視図：4枚半径15光年の一葉立体視図（21世紀初頭に描かれたもので、『光世紀の世界』作成当時は発見されていなかった星も載っている）
斜め上方向の視点から描かれている。半径15光年以内と10光年以内がそれぞれ2枚（『《光世紀世界》の歩き方』には前者のみ収録）。
  - 二葉立体視図：2枚
半径10光年以内を一葉立体視図と同じ手法で描いたものと、半径12光年以内を銀河北方からの俯瞰で描いたもの。
6. 15光年以内の過去と未来：12枚
光世紀星表5に記載された星のうち、ある時点で第1宙域に位置しているもの。30万年前 - 現在（1950年） - 50万年後の12の年代ごとに各1枚。
7. 実際の星数推定図：1枚
未発見の星の空間密度を推定し、第5宙域の星図（3-1と同一）にランダムに追加したもの（『《光世紀世界》の歩き方』には未収録）。
8. SFの舞台としての《光世紀世界》：2枚
半径30光年以内の一葉立体視図に作品名と登場した星を記載したものと、『光世紀パトロール』における3大文明の勢力分布図（『《光世紀世界》の歩き方』には前者のみ収録）。
9. 太陽系より眺めた天球展開図：4枚
銀緯+40度 - -40度は円筒図法で、+40度以北および-40度以南はそれぞれ2つの半円に分けて方位図法で描かれている。0 - 15光年、15 - 30光年、30 - 40光年、40から - 50光年の各1枚。

## 光世紀パトロールシリーズ
1980年 - 1981年、『SFアドベンチャー』に連作短編形式で連載。のち単行本化。全5話。
光世紀世界の概念はこの時点でほぼ完成しているが、30光年以遠の恒星についてはまだデータがそろっていなかったためか言及されていない。また、一部の星はLCC番号が後のものより小さい数字になっている。
第1話は第11星域、第2話・第5話は第6星域、第3話は第10星域、第4話は第11星域と第6星域の中間にある超微光星（21世紀以降に発見された暗い星の一つという設定）が舞台。
2120年代、太陽系文明は第1星域から第11星域を経て銀河中心方向へ進出しつつある一方、第23星域のオリオン座パイ3乗星 (LCC 1430) を根拠地とするパイ3乗星文明や第16星域のりゅう座シグマ星 (LCC 0690) を根拠地とするシグマ星文明と睨み合いを続けていた。パトロール艦《オレーム二世号》は辺境の星々を巡回し、犯罪者や異星人の宇宙船と戦う（光世紀パトロールは第11星域方面の大会社と太いパイプでつながっており、ライバル会社はパイ3乗星人やシグマ星人と手を結んででも利権を奪おうとするという企業間戦争に近い図式にもなっている）。
《オレーム二世号》は「光速伸長航法」によって光速が通常空間の1万倍になる特殊空間を作り出し、その中を光速の10分の1強（通常空間における光速の千倍強）で航行することが出来る。乗員は通常6名で、うちヨハネス・ケプラー隊長を含む5名が再生クローンである。
再生クローンとは、過去の人物をその子孫たちの遺伝子パターンから逆算して復元したもの（厳密にはクローンというよりデザイナーベビーの一種と思われる）だが、能力や人格がオリジナルと同一とは限らない。なお、同一遺伝子のクローンを4人以上作るのは禁止されている。第11星域には多数の再生クローンがおり、《オレーム二世号》の母港があるGC23298 (LCC 0660) は「再生クローン希望の星」とも呼ばれている。

## 関連書籍
- 光世紀の世界（早川書房（私家版）、1984年11月、A3判箱入り）
  - 光世紀世界総合解説
  - 宙域解説図
  - 光世紀星表
  - 光世紀星図
- 光世紀の世界（SF資料研究会、1985年4月、1987年7月、1993年4月、2DDフロッピーディスク）
- 《光世紀世界》への招待（裳華房、1994年6月、B6判ソフトカバー）
  - 宙域解説図の一部（宇宙における《光世紀世界》の位置など）および光世紀星表（一部簡略版）とそれらの解説。
- 《光世紀世界》の歩き方（裳華房、2002年11月、B6判ソフトカバー）
  - 宙域解説図の一部（各宙域の立体形状など）および光世紀星図（一部簡略版）とそれらの解説。
- 光世紀パトロール ランダウの幻視星（徳間書店、1981年12月、四六判ハードカバー）